# Niställingen
Niställingen är en sjö i Malung-Sälens kommun i Dalarna och ingår i Dalälvens huvudavrinningsområde. Sjön har en area på 2,95 kvadratkilometer och ligger 372,9 meter över havet. Sjön avvattnas av vattendraget Ällingån. Vid provfiske har bland annat abborre, gädda, lake och sik fångats i sjön.

## Delavrinningsområde
Niställingen ingår i det delavrinningsområde (673880-137002) som SMHI kallar för Utloppet av Niställingen. Medelhöjden är 399 meter över havet och ytan är 15,42 kvadratkilometer. Räknas de 13 avrinningsområdena uppströms in blir den ackumulerade arean 127,67 kvadratkilometer. Ällingån som avvattnar avrinningsområdet har biflödesordning 3, vilket innebär att vattnet flödar genom totalt 3 vattendrag innan det når havet efter 403 kilometer. Avrinningsområdet består mestadels av skog (46 procent) och sankmarker (28 procent). Avrinningsområdet har 2,93 kvadratkilometer vattenytor vilket ger det en sjöprocent på 19 procent.

## Fisk
Vid provfiske har följande fisk fångats i sjön:
- Abborre
- Gädda
- Lake
- Sik
- Siklöja